# Музей Андерса Цорна
Музей Андерса Цорна (Zornmuseet) — меморіальний комплекс-музей відомого художника Швеції Андерса Цорна (1860–1920).

## Історія створення

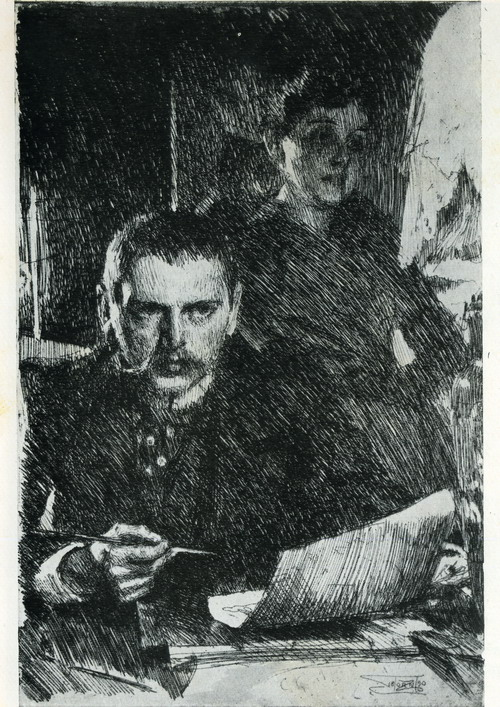
Андерс Цорн. «Автопортрет з дружиною», офорт

Музей Андерса Цорна виникав поступово після того, як художник перебрався жити в місцевість Мора неподалік церкви. Господар перевіз сюди стару дерев'яну будівлю свого діда з боку матері. Це було головне помешкання художника в Швеції та його дружини Емми Цорн. Згодом будинок збільшували за рахунок прибудов за проектами самого Цорна. Була обладнана тут і художня майстерня митця. Поряд був створений сад, який прикрасили газонами, скульптурами і фонтаном, котрі створив Цорн. Саме на цій ділянці по смерті Емми Цорн в 1942 році розпочали створювати меморіальний музей Цорна, оскільки Емма передала садибу і твори мистецтва, зібрані родиною, у власність шведській державі.
Художник мав також невеликий будиночок рибалки, де створив ще одну усамітнену майстерню. Його теж приєднали до створеного музею.

## Складові частини комплексу

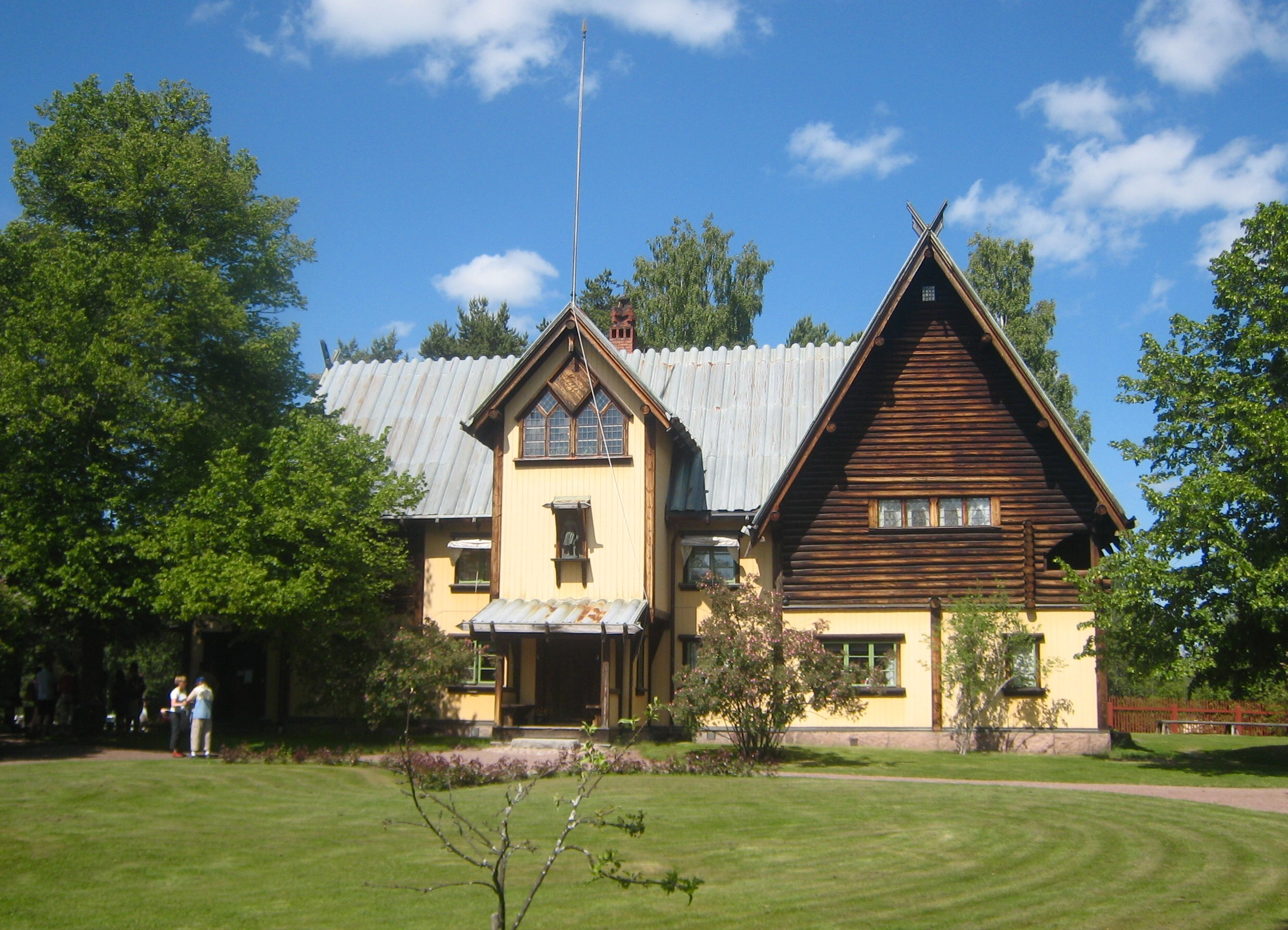
Садиба і сад Цорна

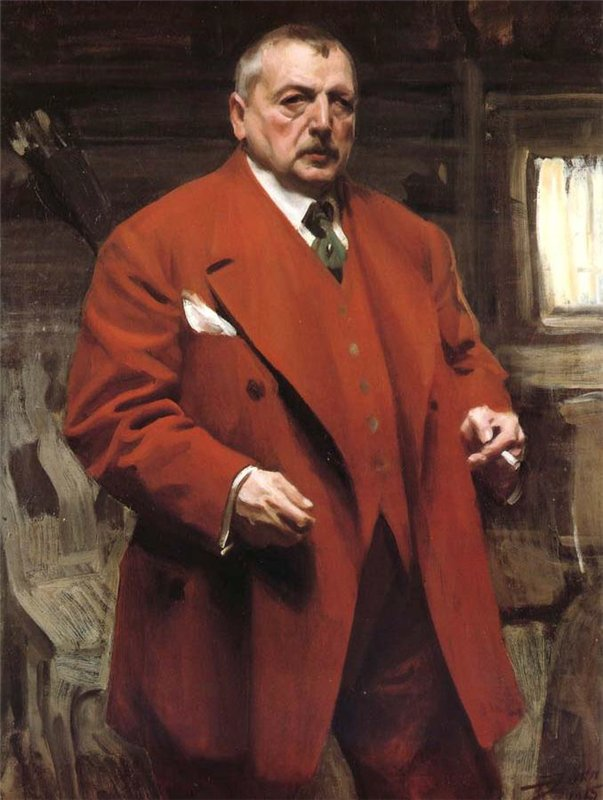
А. Цорн. «Автопортрет в червоному», 1915 рік.

- Садиба і сад Цорна (Zorngården) — меморіальна садиба художника та його дружини. Вона походить з 1886 року, коли художник, що виборов фінансовий успіх, придбав ділянку землі неподалік церкви Мора. Тут виник невеликий котедж з двору його діда. Найбільш активно облаштування садиби проходило в з 1896 року по 1910, коли Андерс Цорн перебрався сюди на постійне проживання. Художник перевіз сюди власні мистецькі збірки, серед яких були картини, килими, старовинні вітражі, антикварна мармурова скульптура, посуд з порцеляни і срібла тощо. Подбав володар і про меблі, створені за його проектами. Всі вони перейшли в меморіальний музей митця. Сад був створений пізніше, його почали облаштовувати з 1910 року.

- Музей Цорна (Zorn Museum) — двоповерхове виставкове приміщення з червоної цегли, вибудоване в 1939 році для музейного показу картин, скульптур і графічних творів митця. Невелике музейне приміщення для власних мистецьких колекцій художник планував вибудувати ще за життя. Але не встиг і це зробила дружина художника разом із професором Гердом Боециєм. Цегляна споруда виставкового комплексу створена за проектом архітектора Гуннара Нордстрема.

В музейній збірці окрім картин, портретів і офортів художника зберігають твори ремісників різних країн світу, картини Альберта Едельфельта, Карла Ларссона, Бруно Лильєфорса, а також два автопортрети самого Цорна, в тому числі і відомий автопортрет в червоному.
- Стара ферма Цорна (Gammelgård).
- Будиночок рибалки та невелика студія митця (Gopsmor).